# Tobias Potye
Tobias Potye, född 16 mars 1995, är en tysk friidrottare som tävlar i höjdhopp.

## Karriär
Vid europamästerskapen i friidrott 2022 tog Potye silver i höjdhopp.